# Шландер, Славко
Славко Шландер (словен. Slavko Šlander, серб. Славко Шландер; 20 июня 1909, Доленя-Вас — 24 августа 1941, Марибор) — югославский словенский партизан времён Народно-освободительной войны, Народный герой Югославии.

## Биография
Родился 20 июня 1909 в Доленя-Вас близ Преболда, в Савиньской долине в бедной семье. Окончил ПТУ по специальности «зуботехник» в Рогашке-Слатине. В 1928 году переехал в Преболд, где состоял в сокольском движении (увлекался музыкой, фотографией и спортом), с 1932 года жил в Целье. Был активным деятелем рабочего движения, с 1932 года состоит в КПЮ. В ноябре 1933 года арестован и брошен в тюрьму в Мариборе, с 10 июля 1934 отбывал наказание в Сремской-Митровице. По причине слабого здоровья был досрочно освобождён. Был организатором I конференции Компартии Словении, состоявшейся с 17 по 18 апреля 1938 (в ранге секретаря компартии по округу Целе и Савиньской долины). Был под подозрением полиции повторно, однако 7 февраля 1940 ушёл в подполье и скрылся от преследования. 29 июня 1940 на III конференции избран в кандидаты в ЦК КПС, делегирован на V всеземельную конференцию КПЮ. В мае 1941 года избран в ЦК КПС, временно назначен секретарём Штирийского краинского комитета.
В первые дни войны Славко стал инициатором сопротивления в своём крае, территорию которого он очень хорошо знал (впрочем, она также была знакома и коллаборационистам). На велосипеде он лично путешествовал по городам и деревням, где лично знакомился с желающими изгнать оккупантов. Несмотря на творившееся насилие в Целье, именно там он провёл одно из совещаний партии, где добровольцы отвечали за безопасность. В середине июля 1941 года в пригороде Марибора Славко занялся агитационной работой, однако 7 августа попал в руки гестаповцев при попытке спасти свою соратницу Славу Клавору. При обыске у Шландера обнаружили документы на имя Франца Вебера, однако основную помощь в раскрытии Шландера оказали деятели «пятой колонны». На допросах Славко отрицал тот факт, что документы были фальшивыми, и не выдавал своё подлинное имя (немцы это так и не выяснили).
24 августа 1941 он был расстрелян вместе со своими соратниками Франьо Врунчем и Славой Клаворой на полигоне в Мариборе. В 1949 году был перезахоронен на Кладбище народных героев в Любляне. 6 августа 1943 в его честь была названа 6-я словенская ударная бригада. 25 октября 1943 ему посмертно присвоили звание Народного героя Югославии, равно как и другим трём словенцам — Ивану Кавчичу, Антону Томшичу и Любомиру Шерцеру.